# Chlorhoda albolimbata
Chlorhoda albolimbata är en fjärilsart som beskrevs av Toulgoët och Goodger. Chlorhoda albolimbata ingår i släktet Chlorhoda och familjen björnspinnare. Inga underarter finns listade i Catalogue of Life.